# Palata Ćipiko u Trogiru
Palata Ćipiko u Trogiru je skup građevina koje su gradile generacije trogirske porodice  Ćipiko (po kojoj je i dobila naziv)  u periodu od 13. do 15 veka.
Trogir koji se danas smatra pravim grad-muzejom, nastao pre 2.800 godina, tokom svoje istorije i života na veoma malom prostoru, stvorio je bogato kulturno nasleđe, što je bio osnov da ga UNESCO uvrsti u spisak svetske kulturne baštine. Pored velikog broja  objekata sakralne arhitekture (crkava i samostana) u ovom gradu ima i nekoliko starih građevina, među kojima su one istaknutih porodica i još jedno su remek-delo ovog grada. Najpoznatije su: Mala i Velika palata Ćipiko i Palata Garanjin-Fanfonja.

## Položaj
Komplek Palata Ćipiko, nalazi se na gradskom trgu, malom prostornom delu istorijskog jezgra Trogira, u kome sokruženom tesnim ulicama, okupljene na jednom mestu najreprezentativnije građevine: katedrala, Komunalna palata, gradska loža - sudnica, crkva Svetog Sebastijana sa tornjem gradskog sata i kompleks palata Ćipiko.

## Istorija
Među graditeljima plata Ćipiko u trogiru svakako je najpoznatiji  trogirskih humanista Koriolan Cippico (1425 - 1493.), glavna ličnost trogirske političke i kulturne istorije druge polovine 15. veka  , autor knjige, inkunabule, Petri Mocenici imperatoris gestorum libri tres (poznatije pod naslovom De bello asiatico), štampane 1477. godine, koja je kasnije imala više izdanja.469 To njegovo delo nije zaboravljeno ni u savremenoj mletačkoj istoriografiji. Opisuje ratničke podvige Pietra Moceniga, pod čijimom se komandom, kao soprakomita trogirske galije, ratovalo protiv Turaka u Maloj Aziji, Egejskom i Jonskome moru. Koriolan Cippico je bio svestrana ličnost, sa renesansnim osobnostima, vičan maču, peru i politici; više puta bio je izabran za poslanika (oratora) u Veneciji; više puta je bio biran i za operarija (staratelja) i rizničara katedrale, tako da je imao prilike angažovati poznate umetnike ne samo na gradnji kapele Svetog Ivana
Trogirskog već i na svojoj palati.
Mala i velika palata Ćipiko
Mala palata je sklop više povezanih zgrada, a većina je iz 13. veka. Interesantno je renesansno dvorište, a portal na prvom spratu ukrašen je kandelabrima, omiljenim motivom Nikole Firentinca.
Velika Ćipikova palata, čija adaptacija se vezuje za kasnogotički stil, najverovatnije je delo više graditelja, pa se tako:
- dve kasnogotičke trifore na istočnom pročelju i južni portal,  pripisuju graditelju i vajaru Andriji Alešiju.[4]
- južni portal, Andriji Alešiju i Nikoli Firentincu.[5][6]
- istočni, renesansni portal koji je naspram Katedrale, pripisuje se Ivanu Duknoviću; kao i kip anđela koji u jednoj ruci drži baklju a u drugoj porodični grb Ćipiko.[7]

Palata Garanjin-Fanfonja
Palata Garanjin je nastalao kao i mnoge druge plemićke palate, povezivanjem više kuća u jedinstvenu celinu. Ova palata je bila u vlasništvu venecijanske porodice Garanjin, od 18. veka, koja se u 19. veku orodila sa uglednom zadarskom porodicom Fanfonja, iz koje su se birali komandanti konjice u mletačkoj vojsci. Danas se u ovoj zgradi nalazi Muzej grada Trogira, u kome se mogu videti predmeti iz helenističkog, rimskog i srednjevekovnog Trogira. Interesantan je salon u kome je izložen nameštaj iz 17. i 18. veka, portreti plemića i oružje... Veoma je značajna biblioteka porodice Garanjin, koja broji oko 5.500 naslova. U parteru se nalazi Lapidarijum, a čini ga zbirka starih spomenika izvedenih u kamenu, prikazanih hronološki - od antike do baroka.

## Arhitektura
Kompleks Palate Ćipiko čini velika  (domus magna) i mala palata. 

### Velika palata porodice Ćipiko
Velika palata Domus magna, kako se  naziva u oporuci Koriolana Ćipika – nastala je
je spajanjem više srednjovjekovnih kuća i njihovom radikalnom adaptacijom početkom druge polovine 15. veka. Središnji deo palate čini nekadašnja kuća porodice Cega koja je naslešivanjem prešla u vlasništvo porodice Čipiko. Kao vreme adaptacije kuće u palatu može se uzeti 1457. godina, na osnovu natpisa u dvorištu palate:
Velika palata Ćipiko nalazi se preko puta katedrale i pripadala je poznatoj porodici Ćipiko. Najpoznatiji član ove porodice, Koriolan Ćipiko, pisac i humanista, angažovao je Nikolu Firentinca i Andriju Alešija na obnovi palate. U atrijumu palate nalazi se drveni petao sa kljuna turske galije, svojevrsna uspomena na bitku kod Lepanta 1571.godine.
Mala palata je takođe sklop više povezanih zgrada, a većina je iz 13. veka. Za ovu palatu je karakteristično renesansno dvorište, i portal na prvom spratu ukrašen kandelabrima, omiljenim motivom Nikole Firentinca.
Zbog skoro dva veka gradnje na palatama se uočavaju različita stilska rešenja od renesansnih, romaničkih, gotičkih do kasnorenesansnih, a i uticaj brojnih poznati trogirski majstori graditelja palate: Andrija Aleši, Nikola Firentinac i Ivan Duknović — koji su platama dali i svoja lična obeležja  

### Mala palata porodice Ćipiko
Takozvana mala palača Ćipiko smeštena je u glavnoj uzdužnoj ulici, nasuprot gradskoj loži i crkvi Svetog Martina (Barbare). U prizemlju palate otkriven je antički pločnik moguće agore (foruma) Tragurija.
Palata je sklop kuća čije jezgro čini dvorište sa tremom i spoljašnjim stepeništem. Najranija faza tih kuća datira u 13. vek, u doba romaničkog stila (prema vratima sa srpastim lukom smeštenim u dvorištu ili po romaničkom prozoru na trećem spratu), vidljivom s glavnog trga. 
Ove kuće porodica Ćipiko je stekla osamdesetih godina 15. veka, i na njima izvršila izmene u renesansnom stilu u čemu je verojatno imao učešće Ivan Duknović. 
Krilo palate sa južne strane dvorišta zatvara kuća koja je nekada pripadala porodici Lucić. Volumen, s pročeljem prema istoku, prema glavnoj uzdužnoj ulici, do jugozapadne ivice trga sućeljava se sa Velikom ložom, i pripadao je do 1481. godine trgovcima, braći Nikoli i Ivanu Salamuniću. 
Na pročelju zgrade, u nivu prvog sprata su dve gotičke trifore, od kojih je leva replika iz sredine 20. veka. Na desnoj trifori, koja datira s početka 15. veka, naknadno je dodan renesansni okvir na kojem je grb porodice Ćipiko. Trifora je verojatno delo graditelja i vajara Petra Pozdančića iz 1410-tih godina. U dvorištu se sa zapadne strane pruža trem, a na istočnoj je spoljašnje stepenište.   
Dvorište je doživelo izmenu osamdesetih godina 15. veka, u doba kad kuće prelaze u vlasništvo porodice Ćipiko i na zapadnoj i na severnoj strani dobija balkone u nivoui prvog i dugog sprata. Ograda balkona na prvom spratu sastavljena je od kamenih ploča, unutar kojih su krugovi s upisanim četverolistima. Između tih ploča umetnute su manje ploče s renesansnim motivom kanelura – užljebljenja na kojima su grbovi porodice Ćipiko.  
- Portal na prvom spratu i vrh stepeništa ukrašen je kandelaberima, koji su delo Nikole Firentinca.
- Portal prema Trgu, koji se sučeljava sa Katedralom izgradio je Ivan Duknović,
- Gotičku triforu i dvorište s kolonadama i galerijama u sredini ove građevinske u celine delo su Andrije Alešija.[9]
- Zajedno s pilastrima, palata ima ukupno oko 10 m ograde u unutrašnjem dvorištu površine 41 m2  Pilastri su klesani odvojeno od parapetnih ploča i potom montirani kao monolitni „kapitani" kojima su sa strana pridodate traforirane ploče.
- Galerija koja se u palati Ćipiko proteže nad dva krila dvorišta (570 i 426 cm), dok se uz treće krilo uspinju stepenice.
- Na južnim vratima je skulprura sa lavovima delo Nikole Firentinca i natpis: NOSCE TE IPSUM, čiji je prevod: Upoznaj samoga sebe.[10]

Na balkonu prvog sprata je stub sa kapitelom gotičkih stilskih karakteristika koji prihvata balkon drugog sprata, neuspešno rekonstruiran s betonskom gredom.

## Literatura
- C. Fisković, "Umjetnički obrt XV.-XVI. stoljeća u Splitu", Zbornik Marka Marulića 1450-1950, Zagreb, 1950.

## Spoljašnje veze
Mediji vezani za članak Palata Ćipiko u Trogiru na Vikimedijinoj ostavi